# Maison Réveillac
La Maison Réveillac est un bâtiment situé au lieu-dit Aubiguières, sur le territoire de la commune des Fons, en France.

## Localisation
La maison est située dans le département français du Lot.

## Historique
D'après une inscription qu'on pouvait encore lire sur les murs au début du XXe siècle, la construction de la maison aurait été entreprise en 1618 par Pierre Réveillac, notaire royal de Fons.
Pierre Réveillac figure sur la liste des victimes de la peste qui a ravagé le Quercy en 1628.
La maison était le centre d'un domaine agricole. La maison a été construite en plusieurs phases. Primitivement et jusque vers la fin du XVIIIe siècle, elle ne comprenait que le corps de logis, construit au début du XVIIe siècle, et qui comprend, au premier étage, la salle-cuisine, avec perron d'accès au sud, et un cabinet en encorbellement au nord. Dans un second temps on a plaqué sur la façade sud les avant-corps.  Plus tard ont été ajoutées, à l'est et à l'ouest, les deux salles avec les deux chambres, surmontées de pigeonniers, et, entre les deux avant-corps, la galerie à deux étages pour les relier. Sur le linteau d'une fenêtre d'un avant-corps et les clefs des arcs de la galerie on peut lire « FET PAR PIERRE METRORIBILLA 1783 ».
La cheminée de la maison est classée au titre des monuments historiques le 3 août 1938.